# اوتار پاتساتسیا
اوتار پاتساتسیا (به گرجی: ოთარ ფაცაცია) (زاده ۱۵ مه ۱۹۲۹ – درگذشته ۹ دسامبر ۲۰۲۱) سیاست‌مدار گرجی، که از ۲۰ اوت ۱۹۹۳ تا ۵ اکتبر ۱۹۹۵ نخست‌وزیر این کشور بود.